# 鹦鹉杀
《鹦鹉杀》（英語：Tainted Love）是2023年上映的中国大陆悬疑剧情片，由短片《逝言》《椅中人》的导演麻赢心自编自导，突燃影业制作，并由周冬雨、章宇、张宥浩领衔主演。电影改编自多个杀猪盘新闻，是首部杀猪盘题材的反杀电影，于2023年9月15日在中国上映。

## 演员阵容
- 周冬雨 飾演 周冉
- 章宇 飾演 林致光
- 張宥浩 飾演 許照
- 李夢 飾演 龐寧
- 蔡祥宇 飾演 陳婷
- 吳里璐 飾演 女居士
- 厉槟源 饰演 明哥小弟
- 蔡苑菲 饰演 女警察
- 茂涛 飾演 明哥（友情出演）
- 蒋奇明 饰演 出租车司机（友情出演）

## 制作
2022年4月22日，电影开机。同年6月，电影正式杀青。